# إيريك موهسام
إيريك كورت موهسام (بالألمانية: Erich Kurt Mühsam)‏ (ولد في 6 أبريل 1878 في برلين؛ مات يوم 10 يوليو 1934 في معسكر اعتقال أورانينبورغ) كان كاتبًا ألمانيًا لاسلطويا وصحفيا معاديا للنزعة للعسكرية وناشطا سياسيا. كان له دور فعال في إعلان الجمهورية السوفيتية البافارية في عام 1919 وحُكم عليه بعد سقوطها بالسجن لمدة 15 عامًا أمضى منها 5 سنوات ثم خرج بعفو. في فترة جمهورية فايمار عمل لبعض الوقت في منظمة المعونة الحمراء من أجل الإفراج عن السجناء السياسيين. ابتداء من منتصف العشرينيات انتمى سياسيا إلى «الرابطة اللاسلطوية».
اعتقله النازيون ليلة حريق الرايخستاغ في 27 فبراير 1933، وقتل يوم 10 يوليو 1934 على يد حراس قوات الأمن الخاصة الإس إس في معسكر اعتقال أورانينبورغ.

## حياته

### نشأته وتعليمه (1878 إلى حوالي 1900)

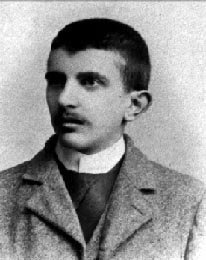
إريك موهسام في شبابه في منتصف تسعينيات القرن التاسع عشر

ولد إريك موهسام في برلين لأبوين يهوديين ونشأ في لوبيك. كان لديه أختان وأخ، مارغريت وشارلوت وهانز (الأخيران انضما إلى الحركة الصهيونية وهاجرا إلى فلسطين في 1933 و1938). كان ابن عم سياسي الحزب الاشتراكي الديمقراطي إرنست هايلمان، والكاتب والمترجم باول موهسام (هاجر إلى فلسطين). كان والده سيغفريد موهسام صيدلانيًا وعضوا في مجلس أعيان لوبيك في الأعوام1887 إلى 1915 ووالدته روزالي كوهن. درس في مدرسة كاثرينوم الثانوية في لوبيك.
ظهرت ميوله الأدبية في شبابه المبكر، إذ كتابة حكايات عن الحيوانات في سن الحادية عشرة، وفي سن الخامسة عشرة قدم نصوصا ساخرة لعروض المهرجين في السيرك المحلي.
فصل في 11 يناير 1896 من المدرسة بسبب «أنشطة ديمقراطية اشتراكية»  بعد ان مرر تقارير حول الشؤون المدرسية الداخلية إلى إلى صحيفة محلية في لوبك، وترك ثانوية فرانز فريدريك في بارشيم عام 1896 بشهادة ثانوية متوسطة، وفي لوبيك، أكمل تدريبًا مهنيًا في الصيدلة.

### سنوات الترحال، مرحلة ميونيخ، ثورة نوفمبر، الجمهورية السوفيتية - (1901-1919)

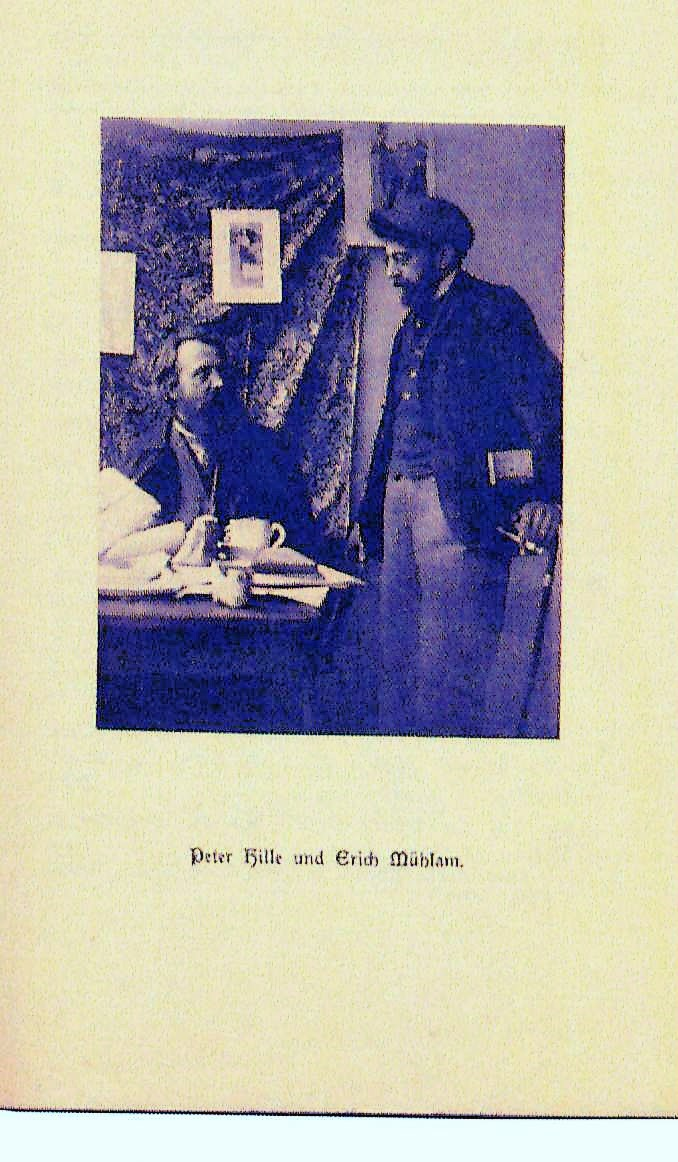
إريك موهسام مع الكاتب بيتر هيله

انتقل في عام 1901 إلى برلين حيث عمل في البداية في الصيدلة وسكن في غرفة في نزل في حي نوي فيستين مع شريكه الكاتب اللاسلطوي يوهان نول، وتعرف هناك إلى جون هنري ماكاي ويوهانس شلاف وهانس هاينز إيورز.
عمل عام 1902 في تحرير مجلة «المسخّم» (بالألمانية: Der Arme Teufel)‏ اللاسلطوين، ثم في مجلة «المنبه» (بالألمانية: Der Weckruf)‏، وكان في تلك الفترة اتصال بمجلة «المجتمع الجديد» (بالألمانية: Die Neue Gesellschaft)‏. لاحقا عرفته مارغريته بويتلر إلى جمعية الفنانين «القادمون» (بالألمانية: Die Kommenden)‏. أمضى الأعوام 1904 إلى 1908 في الترحال مع صديقه يوهان نول بين في زيورخ وأسكونا وميونيخ وفيينا وباريس. في مونتي فيريتا في سويسرا تصادق مع الضابط السابق كارل غراسير الذي قدم نموذجا لملجأ للأشخاص المنبوذين - المتشردين والمتسولين والعاهرات والمجرمين - حاول موهسام إنشاء مكان مشابه له في ميونخ.

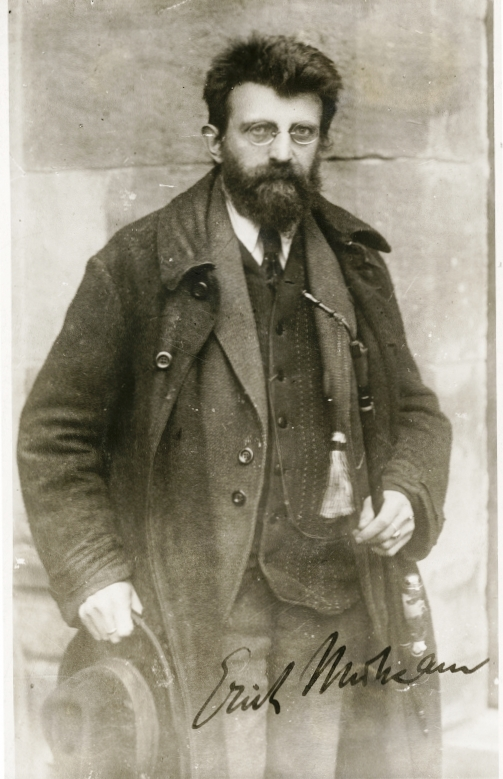
في حبس قلعة آنسباخ (1919)

عاش ابتداء من العام 1909 عاش في حي شفابينغ في ميونخ وأسس هناك مجموعتي "تات" و"الأناركي"، المنتميتين إلى الاتحاد الاشتراكي (بالألمانية: Sozialistischer Bund)‏ بهدف التحريض اللاسلطوي في صفوف "البروليتاريا الرثة". اعتقل في 1910 ووجهت إليه تهمة الانتماء إلى منظمة غير مشروعة، ولكنه برئ في المحكمة. بصفته شخصية مركزية في المجتمع البوهيمي في شفابينج كان صديقا ل هاينريش مان وفرانك فديكند وليون فويشتفاغنر وفاني ريفنتلو وماكس نوننبروخ وآخرين كثيرين. انضم إلى مجموعته "تات" الكاتبان أوسكار ماريا غراف والرسام جورج شريمبف اللذان تبعوه إلى مونتي فيرتا في أسكونا. عمل موهسام كذلك في كباريه ميونيخ وفي مجلات ساخرة مختلفة مثل سيمبليسيموس (بالألمانية: Simplicissimus)‏ و"الشباب" (بالألمانية: Die Jugend)‏، ونشر في الأعوام 1911 إلى 1919 نشر مجلة"هابيل" - مجلة للإنسانية (بالألمانية: Kain - Eine Zeitschrift für die Menschlichkeit)‏ مع انقطاع أثناء الحرب العالمية الأولى. عن توقف المجلة أثناء الحرب كتب موهسام: "في هذه الساعة، عندما يكون مصير الجميع على المحك، لا يكون هناك غير ذلك شيء ذو شأن ولا شيء من شأن مجلة من أجل للإنسانية".
في 15 في سبتمبر 1915، تزوج موهسام من كريستينا إلفنغر، الملقبة بـ«تسنسل» التي كان لها ولد من زواج سابق، ولم يرزقا بأطفال.
في 1918 اعتقل على موهسام لانتهاكه حظر العمل السياسي ورفضه المشاركة في «الخدمة الوطنية»، وحكم عليه بالسجن ستة أشهر في حبس تراونشتاين. مع قيام ثورة نوفمبر أصبح موهسام في أواخر عام 1918 عضوًا في «مجلس العمال الثوري» في ميونيخ، وبعد خلع الملك وإعلان ولاية بافاريا الحرة جمهوريةً ديمقراطية أيد موهسام إلى إنشاء دولة مجالس على الطراز السوفييتي الناشئ، وبعد مقتل رئيس الوزراء البافاري كورت إيسنر على يد الناشط اليميني أنطون غراف فون أركو وادي كان موهسام إلى جانب إرنست تولر وغوستاف لانداور أحد المبادرين وقادة المرحلة الأولى من جمهورية ميونيخ السوفيتية ابتداء من 7 أبريل 1919، واعتقل مع رفاقه بعد الانقلاب الذي قامت به قوة الحماية الجمهورية يوم 13. في أبريل 1919 واحتُجز في البداية في سجن إبراخ، وعلى الرغم من تمكن جنود الجيش الأحمر البافاري بقيادة رودولف إيجلهوفر من إحباط محاولة الانقلاب، ظل موهسام محتجزًا لوقوع السجن خارج دائرة سيطرة الجمهورية السوفيتية التي استرت لثلاثة أسابيع إضافية بقيادة الشيوعيين يوجين ليفينيه وماكس ليفين.في 2 مايو 1919 قضى الجيش الألماني (الرايخفيهر) والمنظمات القومية اليمينية (فرايكوربس) على الجمهورية السوفييتية، وقُتل صديق موهسام غوستاف لانداور وآخرون، وحكم على موهسام بالسجن لخمسة عشر عاما.

### سنوات السجن وفترة جمهورية فايمار (1920-1933)
متأثرا بتجربة الجمهورية السوفيتية، انضم موهسام في عام 1919 لفترة وجيزة إلى الحزب الشيوعي الالماني (KPD) وهو في سجنه في قلعة آنسباخ، ولكنه خرج منه في عام 1920. عمل من السجن من أجل تفاهم ونهج ثوري مشترك بين اللاسلطويين والشيوعيين، ودعا إلى التضامن مع الثورة الروسية. لذلك ألقى ممثل منظمة الشبيبة الشيوعية (KVJD) ويلهلم بيك كلمة ترحيب به لدى خروجه من السجن إثر العفو عنه عام 1924. خطط موهسام في عام 1925 لرحلة إلى الاتحاد السوفيتي، لكن قيادة الحزب الشيوعي الألماني منعته.

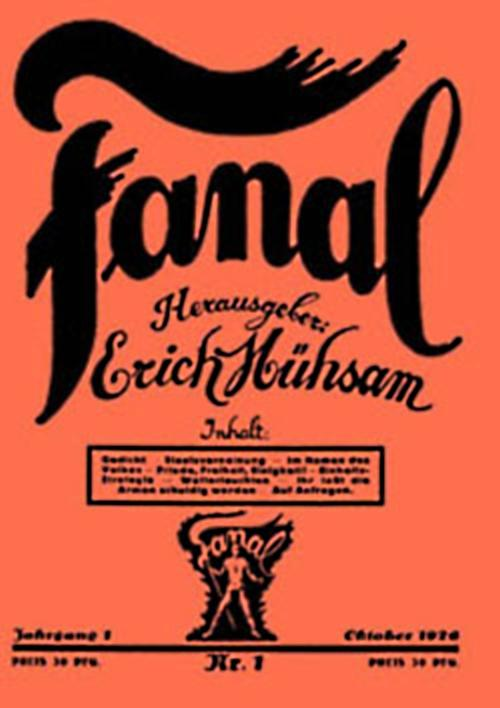
غلاف العدد الأول من مجلة "المروحة" عام 1926

قضى معظم فترة سجنه ابتداء من 15 أكتوبر 1920 في سجن نيدرشوننفيلد حيث أودع جميع سجناء «الجمهورية السوفيتية» تقريبا. بعد إطلاق سراحه في 20 ديسمبر 1924 انتقل إلى برلين وأصدر المجلة الأناركية «المروحة» (بالألمانية: Fanal)‏ . ونشط بلا كلل ضد خطر الحرب الوشيك مع آخرين منهم صديقه الناشط المناهض للعسكرية إرنست فريدريش. كان هناك أيضًا تقارب خاص مع سيلفيو جيزيل، مؤسس "النظام الاقتصادي الطبيعي" حيث نشر موهسام في عام 1930 في العدد السابع من مجلته تقديرًا إيجابيًا للغاية لإنجازات جيزيل.
في الأعوام 1925 إلى 1929، شارك في منظمة المعونة الحمراء القريبة من الحزب الشيوعي الألماني (KPD)، لأنه كان يعتبر النظام القضائي في جمهورية فايمار نظام عدالة طبقية، ولهذا السبب استبعد من عضوية فدرالية الشيوعيين اللاسلطويين لقربه من الKPD. في عام 1929 استقال من المعونة الحمراء بسبب الخلافات السياسية، كما خرج في العام 1926 رسميًا من تابعية الديانة اليهودية. في الأعوام 1931 إلى 1933 نشر مساهمات سياسية ساخرة تحت الاسم المستعار «توبياس» في صحيفة أولك (بالألمانية: Ulk)‏، ملحق صحيفة برلينر تاغبلات (بالألمانية: Berliner Tageblatt)‏الأسبوعي. كما أصبح في مطلع الثلاثينيات عضوًا في منظمة FAUD الفوضوية النقابية FAUD ، حيث كان لصديقه ورفيقه رودولف روكر تأثير حاسم. كان لكليهما دور قيادي في «الرابطة الأناركية» التي كانت نشاطاتها مقصورة إلى حد كبير على برلين، وأتاح مجلته «المروحة» منبرا لها حيث أصدر في 1932، قبل استيلاء النازيين على السلطة بقليل عددا خاصا منها بمقاله البرامجي «تحرير المجتمع من الدولة»، مع العنوان الفرعي «ما هي اللاسلطوية الشيوعية؟»
من أشهر قصائده قصيدة "الثورجي" (بالألمانية: Der Revoluzzer)‏، التي لحنها المجري بيلا راينيتس وغناها إيرنست بوش، ونصّها:
عام 1907 - «مهداة إلى الاشتراكية الديمقراطية الألمانية»
كان يا ما كان
ثورجيّ..
يعمل في الحالة المدنية منظف مصابيح شوارع
مشى مع الثورجيين،
بخطى ثورجية،
والطاقية الثورجية،
أمالها على الأذن اليسرى،
فرأى نفسه غاية في الخطورة
وانطلق الثورجيون في الشوارع
حيث كان يعمل في الأيام الخوالي
منظفا للمصابييج
ثم شرع الثورجيون بانتزاع أعمدة المصابيح
من أجل أجل بناء المتاريس
لاااكن ثورجيّنا صرخ:
أنا منظف المصابيح
أرجوكم لا تخرّبوا هذا النور الأبيض الجميل...
فإذا أطفأنا النور لن يتمكن المواطن من الرؤية
من فضلكم أتركوا المصابيح
وإلا تركت اللعبة!
لكن الثورجيون قهقهوا
والمصابيح قعقت
وتسلل الثورجي حزينا إلى منزله، وبكى بمرارة..
وقعد في البيت،
وهناك ألّف كتابا
عنوانه: كيف تثورج، وتنظف المصابيح في نفس الوقت
(ترجمة من الألمانية عن الأغنية بأداء إيرنست بوش: رابط يوتيوب)

### السجن والموت في معسكرات النازية (1933 - 1934)

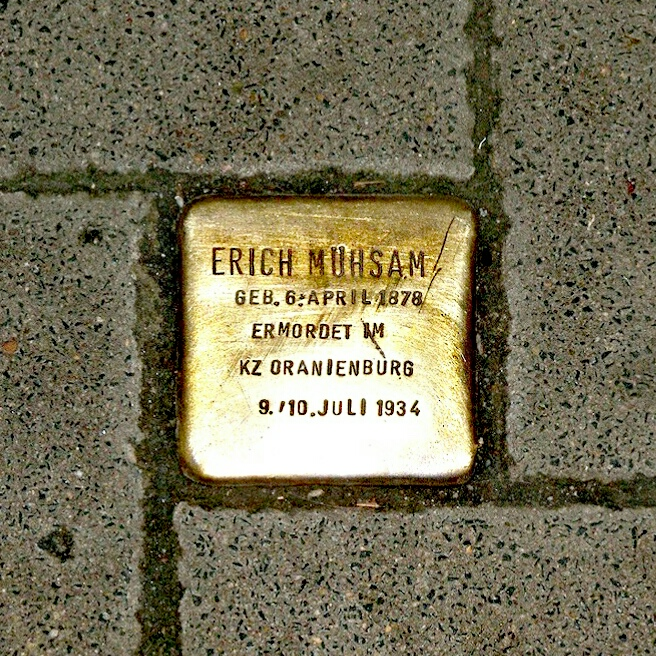
حجر عثرة تذكاري أمام مبنى جمعية بودنبروك هاوس في لوبيك حيث توجد أيضا جمعية إيريك موهسام، كما خصص له غرفة توثيق في قبو المبنى.

بعد فترة وجيزة من استيلاء النازيين على السلطة في عام 1933 اعتقلته قوات «كتيبة العاصفة» (SA) وقتل في عام 1934 في معسكر اعتقال أورانينبورغ. وبعد أكثر من 16 شهرًا من الحجز الوقائي والتعذيب قتل موهسام على أيدي أعضاء قوات الأمن الخاصة (SS). جاء في تقرير الصحافة انازية أن «اليهودي إريك موهسام شنق نفسه في الحجز الوقائي».في وقت لاحق عارض زملاؤه السجناء هذه الرواية وأبلغوا عن مقتل موهسام في غرفة قائد المعسكر، وأكدوا أنه في ذات الليلة التي سبقت وفاته إنه لن ينتحر أبدًا. اعتبرت الصحافة الدولية مقتل موهسام جريمة من جرائم النظام النازي، ووصفت زوجته تسينتسل موهسام تسليم الجثمان بالتالي:
عن سبب الوفاة اأوضح شقيقه الطبيب هانز موهسام التالي:
سلمت أرملته تركته إلى أرشيف موسكو بعد أن قُطعت لها وعود كبيرة كان معظمها كاذبا، فقد سجنت هي نفسها في معسكرات الغولاغ السوفييتية، وأطلق سراحها بعد وفاة ستالين وانتقلت إلى ألمانيا الديمقراطية وتوفيت هناك في عام 1962، ونقل رفاتها في عام 1987 لتدفن مع رفات زوجها.
الجرذ (1905)
جرذ بني غامق كبير
يقضم ليلا عمودي الفقري
فيعتري أطرفي خدر
أصم ثقيل
فلتعلموا أنني كنت لأقاوم الجرذ!
لو كانت أوتار عضلاتي أشدّ
لكن عبثا، فأفضل ما لدي،
كل ما كنت وما أمتلكته،
يقرضه ويبتلعه الجرذ
***
عندما أحمل ذات يوم إلى القبر
وأنزل خائرا معصورا إلى عالم ما تحت الأرض
أراهن أنه سيتبع الجثمان،
مغمورا بالحزن، شاكرا،
شبعانا سمينا،
جرذ بني غامق كبير
قصيدة «الجرذ» التي يسخر فيها موهسام من موت جسده. نشرت في مجلة سيمبليسيموس في 19 ديسمبر 1905

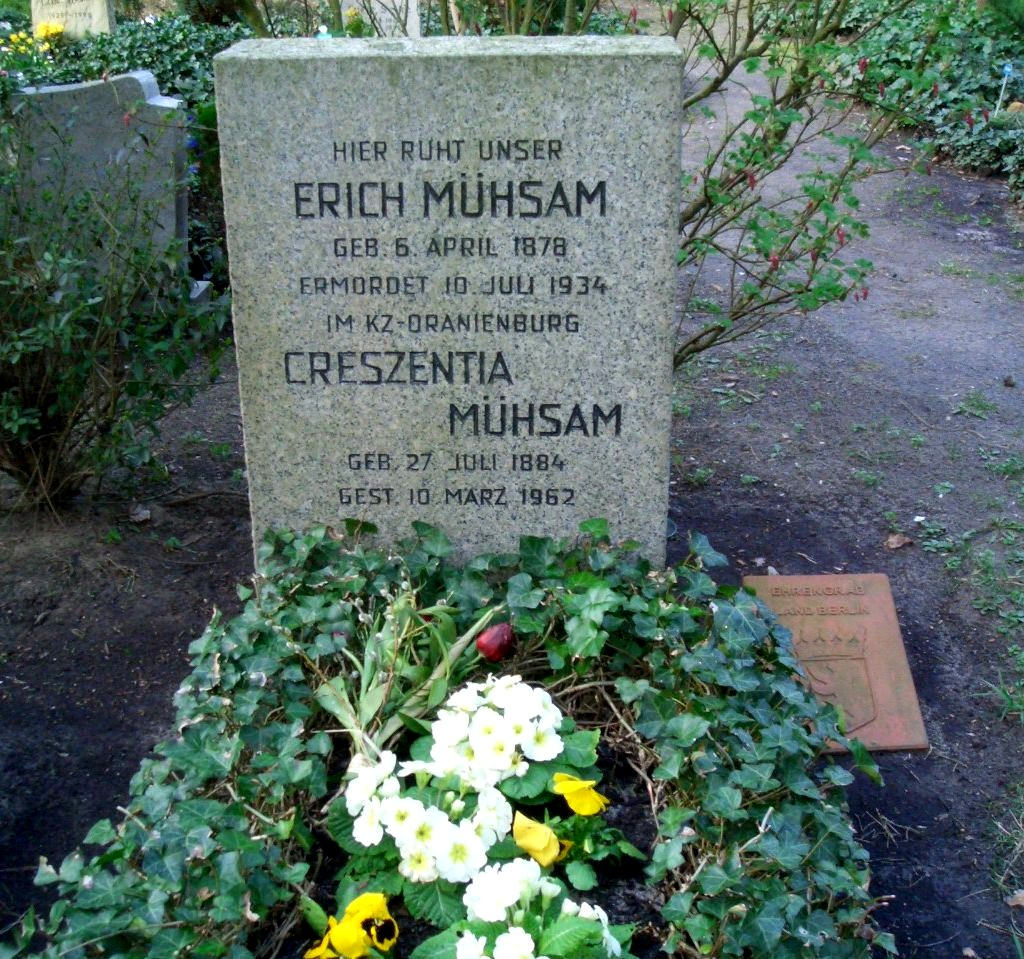
شاهد قبل موهسام في مقبرة داهلم في برلين

ترجمة عن الأصل ( الألماني)

## تركته الأدبية

### دراسات أدبية
منذ عيد ميلاد موهسام الـ 111 في 6 أبريل 1989 تعمل جمعية إريش موهسام في لوبيك وتنشر الأبحاث المتعلقة به وبأعماله. نشرت الجمعية مجلة موهسام (بالألمانية: Mühsam Magazin)‏ ، ISSN 0938-3778 التي صدر منها 11 عددا حتى عام 2006، ومجلة "إصدارات جمعية إريك موهسام (بالألمانية: Schriften der Erich-Mühsam-Gesellschaft)‏ (ISSN 0940-8975 ، التي صدر منها 45 عددا حتى العام 2019).
في عام 2011 أصدرت دار نشر فيربريخر البرلينية يوميات موهسام 1911-1914 في ثلاثة مجلدات.

### موهسام في أعمال أدبية
- في الفصل 1934 من مجموعته القصصية، القرن الذي عشته (بالألمانية: Mein Jahrhundert)‏ ، يقدم الكاتب الألماني غونتر غراس حوارا داخليا لرجل الإس إس (SS) إيهاردت، مساعد قائد معسكر أورانينبورغ ثيودور إيكي، ويتحدث إيهاردت على مضض عن تورطه في مقتل إريك موهسام ويبدي شيئا يشبه «الاحترام غير الطوعي» [21] لـ «هذا اليهودي».[22]
- في رواية «كدمعة في المحيط» (بالألمانية: Wie eine Träne im Ozean)‏ للكاتب النمساوي مانيس شبيربر (1961) تظهر شخصية إيريك موهسام في معسكر اعتقال أورانينبورغ في مشهد بطولي: في الرواية يعذب النازيون موهسام أمام رفاقه الذين «طالما رددوا أشعاره في أناشيدهم في التظاهرات العمالية». كان النازيون يعذبونه ليقول: «أنا يهودي قذر.. كتبت قذارات»، وتحت التعذيب تخرج منه الجملة الأولى، أما الثانية فلم ينتزعوها منه، ليبقى وفيا لشعره حتى النهاية.[23]

## تكريمه

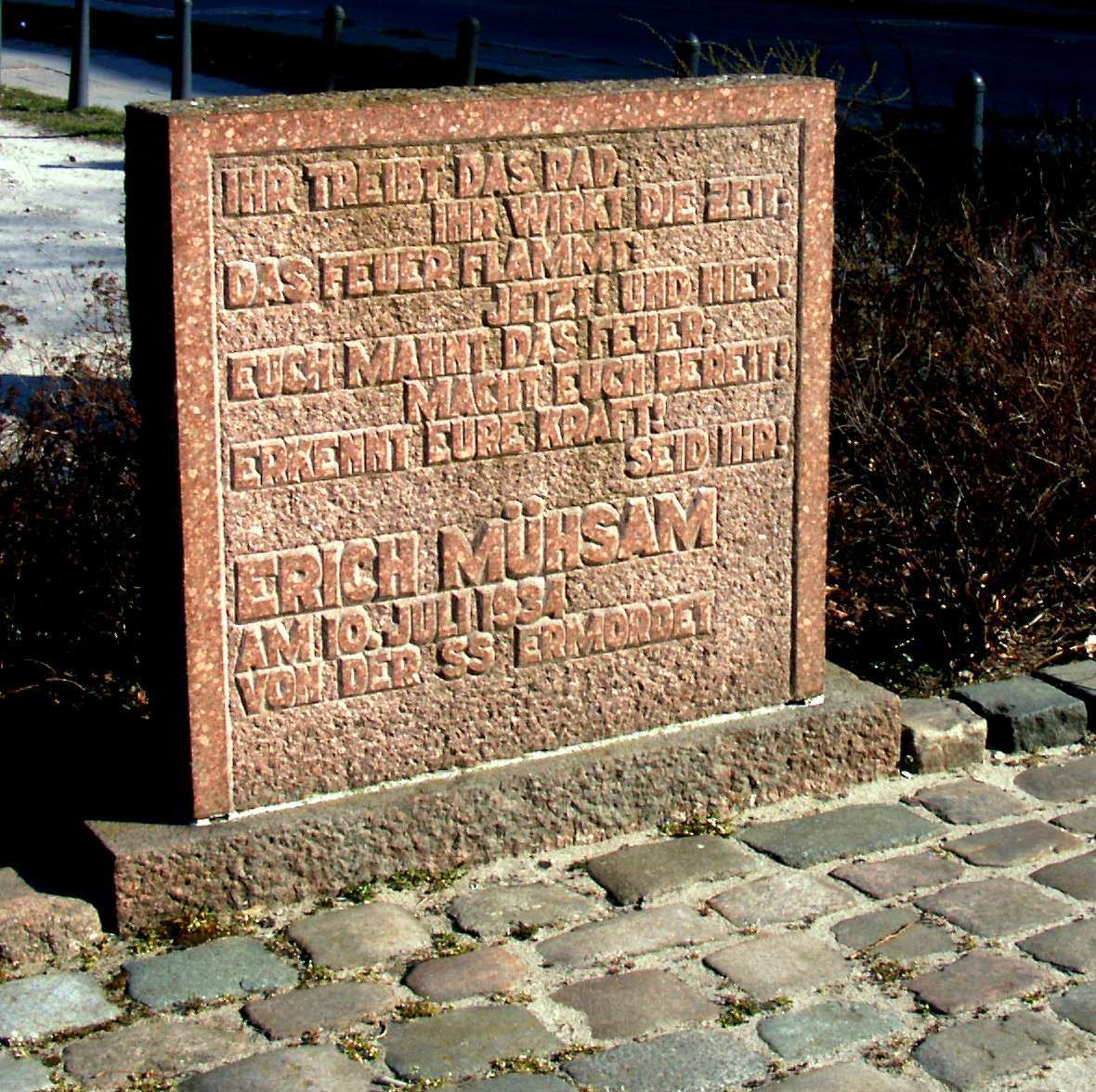
لوحة تذكارية لإيريك موهسام في موقع معسكر اعتقال أورانينبورغ

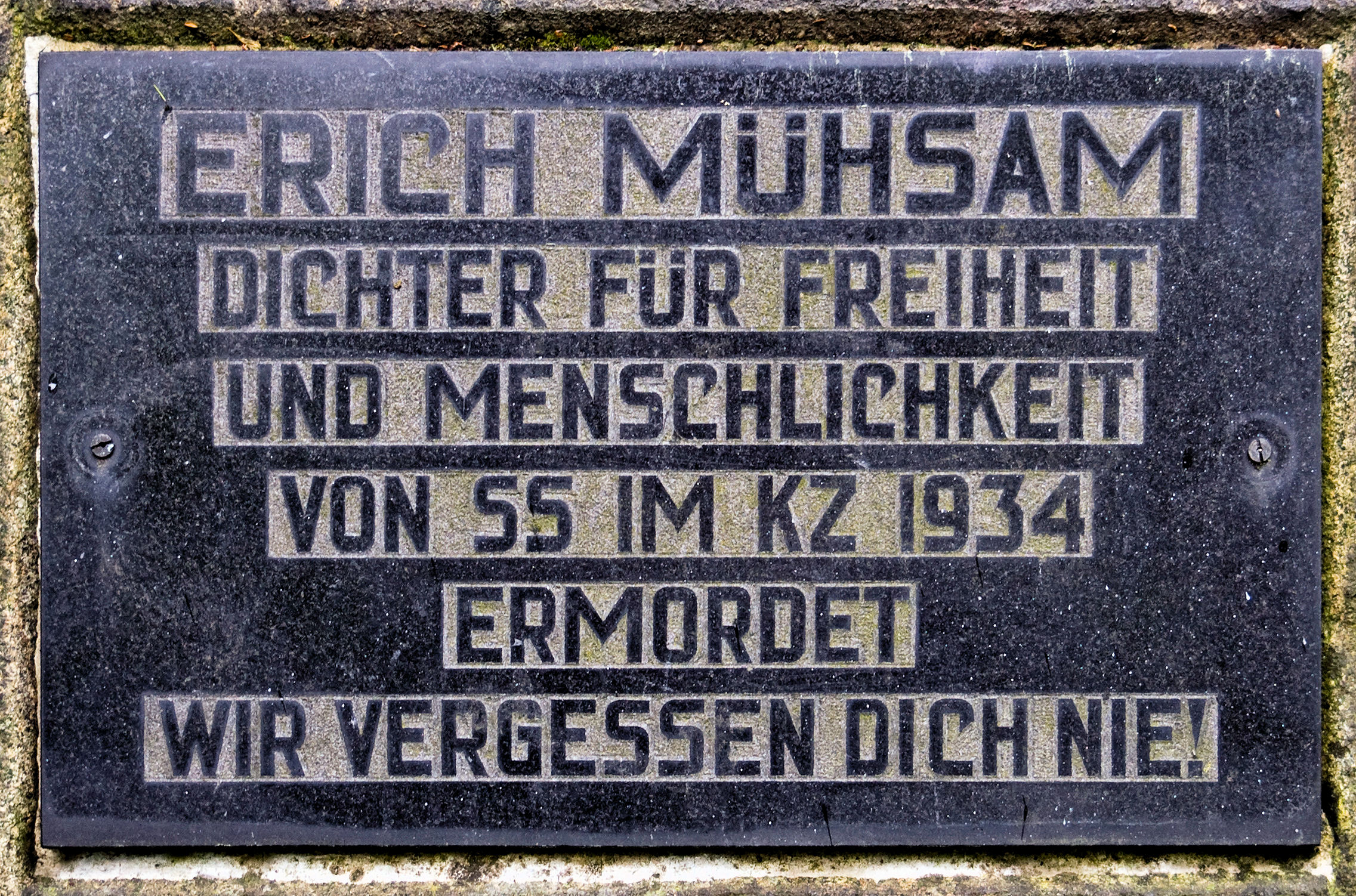
لوحة تذكارية لإريك موهسام في برلين-بريتز

### قبر إيريك موهسام
دفن موهسام في مقبرة داهلم في الحقل 015-479 / القسم 2 أ، رقم 144. بفضل جهود الصحفية ثيا شتروختماير ومراسلاتها المكثفة التي نشرتها لاحقا نشر كارين كرامر في برلين، أنقذ قبر موهسام من الإزالة في عام 1987 ونال صفة «قبر شرفي لمدينة برلين» على خلفية مقتل موهسام في معسكر اعتقال أورانينبورغ، باعتباره «ضحية للحرب والاستبداد».

### تسميات شوارع ولوحات تذكارية
نصبت لوحة تذكارية لموهسام في موقع معسكر الاعتقال السابق في أورانينبورغ، وكذلك في مقبرة مدينة أورانينبورغ، وبالقرب من منزله السابق (Dörchläuchtingstrasse 48) في برلين. في أورانينبورغ وضعت في عام 1994 لوحة تذكارية في الشارع الذي أطلق عليه اسمه، وكذلك في برلين شارلوتنبورغ عند رقم 12 في Alt-Lietzow . في بارشيم تذكّر لوحة تذكارية على جدار المدرسة التي تعلم فيها. في لوبيك، هناك حجر عثرة أمام بودنبروك هاوس حيث توجد أيضا جمعية إيريك موهسام، كما خصص له غرفة توثيق في قبو المبنى. علاوة على ذلك، هناك لوحة تذكارية على المبنى التاريخي «صيديلة لوفن» (بالألمانية: Löwenapotheke)‏ في لوبيك، والتي قام بنفسه بحملة من أجل الحفاظ عليه.
في ألمانيا أطلق اسمه على 32 شارعًا معظمها في الجزء الشرقي أو ما يسمى اليوم «الولايات الألمانية الجديدة».

### جائزة إريك موهسام
تُمنح جائزة إريك موهسام عادةً كل ثلاث سنوات، وقيمتها المادية 3000 يورو، إلى الأعمال التي تهدف إلى تخليد ذكرى موهسام من خلال نشر أفكاره وأعماله أو البحث العلمي في حياته وأعماله.
كذلك تمنح الجائزة لمن يعملون على نهج موهسام في مواجهة تحديات الحاضر الثقافية والسياسية والاجتماعية للحاضر ولا يسلّمون بالأمر الواقع، بل يبحثون عن بدائل تحررية بمعنى مستقبل يستحق العيش فيه. أسس ويموّل هذه الجائزة فرانك توماس غاولين، وهو منظم معارض فنية من لوبيك. من بين الحاصلين على الجائزة من عام 1993 إلى الآن الناشط الأفروأمريكي موميا أبو جمال والشاعر ديتريخ كيتنر والناشط في مجال إغاثة اللاجئين كونستانتين فيكر، وحصلت عليها منظمات سياسية مختلفة، وأيضا جريدة يونغه فيلت اليومية اليسارية.

### الطبعات الأصلية (بالألمانية)
- Die Eigenen. Ein Tendenzroman für freie Geister. Von Emil F. Ruedebusch. Räde Verlag, Berlin 1903.[27]
- Die Homosexualität. Ein Beitrag zur Sittengeschichte unserer Zeit. (Streitschrift). Lilienthal, Berlin 1903; Belleville, München 1996, ISBN 3-923646-17-8.
- Die Wüste. Gedichte 1898–1903. Eißelt, Berlin 1904.
- Billys Erdengang. Eine Elephantengeschichte für artige Kinder. (Mit Hanns Heinz Ewers), ill. v. Paul Haase. Globus, Berlin 1904; Reprint: Faber & Faber, Leipzig 2005, ISBN 3-936618-63-1.
- Ascona. Eine Broschüre. Carlson, Locarno 1905; Reprint: Guhl, Berlin 1978.
- Lebt die Liebe! Aphorismen von Emil F. Ruedebusch und Helmar Lerski. Verlag „Renaissance“, Schmargendorf-Berlin 1905.
- Die Psychologie der Erbtante. Eine Tanthologie aus 25 Einzeldarstellungen zur Lösung der Unsterblichkeits-Frage. Schmidt, Zürich 1905; Reprint: Guhl, Berlin 1980.
- Die Hochstapler. Lustspiel in vier Aufzügen. Piper, München 1906.
- Die Jagd auf Harden. NBV, Berlin 1908.
- Der Krater. Morgen, Berlin 1909.
- Kain-Kalender für das Jahr 1912. Kain, München 1912.
- Kain-Kalender für das Jahr 1913. Kain, München 1913.
- Im Nachthemd durchs Leben. Ein süddeutsches Weihebühnen-Festspiel (mit Reinhard Koester und Carl Georg von Maassen). Manuskriptdruck München 1914.
- Wüste – Krater – Wolken. Die Gedichte. Cassirer, Berlin 1914; Digitalisierte Ausgabe der Universitäts- und Landesbibliothek Düsseldorf Reprint: Guhl, Berlin 1978.
- Die Freivermählten. Polemisches Schauspiel in drei Aufzügen. Kain, München 1914; Reprint: Guhl, Berlin 1976.
- 1919. Dem Andenken Gustav Landauers. Hirsch, Berlin 1919; Reprint (mit Von Eisner bis Leviné): Guhl, Berlin 1978.
- Brennende Erde. Verse eines Kämpfers. Wolff, München 1920; Reprint: Guhl, Berlin 1978 (Digitalisat der UB Bielefeld).
- Judas. Arbeiter-Drama in fünf Akten. Malik, Berlin 1921; Reprint: Guhl, Berlin 1978 (Digitalisat)
- Das Standrecht in Bayern. V.I.V., Berlin 1923.
- Revolution. Kampf-, Marsch- und Spottlieder. Der Freie Arbeiter, Berlin 1925. (Digitalisat)
- Alarm. Manifeste aus 20 Jahren. Der Syndikalist, Berlin 1925.
- Gerechtigkeit für Max Hoelz! Rote Hilfe Deutschlands, Berlin 1926; Reprint: Guhl, Berlin 1976.
- Sammlung 1898–1928. Spaeth, Berlin 1928; Reprint: Guhl, Berlin 1976.
- Staatsräson. Ein Denkmal für Sacco und Vanzetti. Gilde freiheitlicher Bücherfreunde, Berlin 1929; Trotzdem Verlag, Grafenau 1992, ISBN 3-922209-39-4.
- Von Eisner bis Leviné. Die Entstehung der Bayerischen Räterepublik. Persönlicher Rechenschaftsbericht über die Revolutionsereignisse in München vom 7. Nov. 1918 bis zum 13. April 1919. Fanal, Berlin 1929; Guhl, Berlin 2005, ISBN 3-88220-464-8 (Digitalisat)
- Die Befreiung der Gesellschaft vom Staat. Was ist kommunistischer Anarchismus? Fanal, Berlin 1933; WFB, Bad Schwartau 2009, ISBN 978-3-86672-302-3.

### المنشورات بعد وفاته (بالألمانية)
- Namen und Menschen. Unpolitische Erinnerungen. Hrsg. v. Fritz Adolf Hünich. Volk und Buch, Leipzig 1949; Reprint: Guhl, Berlin 1977; Edition Nautilus, Leipzig 2000, ISBN 3-89401-356-7.
- War einmal ein Revoluzzer. Bänkellieder und Gedichte. Henschel, Berlin 1968; Rowohlt, Reinbek 1978, ISBN 3-499-14219-8.
- Fanal. Organ der anarchistischen Vereinigung. Reprint: 5 Jahrgänge (in 5 Bänden). Auvermann, Glashütten im Taunus 1973.
- Bilder und Verse für Zenzl. Edition Leipzig, Leipzig 1975 (Faksimileausgabe des von Mühsam 1924 geschriebenen und gezeichneten Bilderbuchs).
- „Alle Wetter!“ Volksstück mit Gesang und Tanz. Guhl, Berlin 1977.
- Kain – Zeitschrift für Menschlichkeit. Reprint: 3 Bände. Topos, Vaduz 1978.
- Ascona. Vereinigte Texte aus den Jahren 1905, 1930 und 1931. Hrsg. Peter Schifferli. Sanssouci, Zürich 1979, ISBN 3-7254-0333-3.
- Der Bürgergarten – Zeitgedichte, Aufbau-Verlag, Berlin und Weimar 1982, Lizenznummer 301.120/98/82
- Zur Psychologie der Erbtante. Satirisches Lesebuch 1900–1933. Eulenspiegel, Berlin 1984.
- Trotz allem Mensch sein. Gedichte und Aufsätze. Reclams Universal-Bibliothek 8238, Stuttgart 1984, ISBN 3-15-008238-2.
- „In meiner Posaune muß ein Sandkorn sein!“ Briefe 1900–1934. 2 Bde., Hrsg. Gerd W. Jungblut. Topos, Vaduz 1984, ISBN 3-289-00308-6.
- Gesammelte Aufsätze: Die Bohème. Die Einigung des revolutionären Proletariats im Bolschewismus. Anarchismus und Revolution. Guhl, Berlin 1989, ISBN 3-89771-922-3.
- Erich Mühsam. Berliner Feuilleton, „Nie wieder 1931“. Ein poetischer Kommentar auf die mißratene Zähmung des Adolf Hitler. Hrsg. Heinz Hug. Boer, Grafrath 1992.
- Chris Hirte (Hrsg.): Tagebücher 1910–1924. dtv, München 1994 (gaga.net).
  - Teil-Vorabdruck aus Band 1: 22. August 1910–27. Mai 1911 in: Dschungel, Beilage zur jungle world. #10, 10. März 2011, S. 18–23.[28]
- Wir geben nicht auf! Texte und Gedichte. Hrsg. Günther Gerstenberg. Allitera, München 2003, ISBN 3-86520-005-2.
- Das seid ihr Hunde wert! Erich Mühsam-Lesebuch. Hrsg. von Markus Liske، Manja Präkels. Verbrecher Verlag, Berlin 2014, ISBN 978-3-943167-84-9.
- Die Einigung des revolutionären Proletariats im Bolschewismus. Unrast, Münster 2015, ISBN 978-3-89771-922-4.
- Erich Mühsam – Tagebücher. (Gesamtedition in 15 Bänden von Chris Hirte und Conrad Piens), Verbrecher Verlag, Berlin 2011 bis 2019; Online Edition (zuletzt abgerufen am 13. Juli 2019)

## روابط إنترنت
- نصوص عن إيريك موهسام في فهرس مكتبة ألمانيا الوطنية
- Erich Mühsam im Internet Archive
- إيريك موهسام في قاعدة بيانات الأفلام على الإنترنت
- موقع جمعية إيريك موهسام - لوبيك
- Erich-Mühsam-Bibliographie mit Bildern, Leseproben und Genealogie der Familie
- Textsammlung bei Anarchismus.at
- Was ist der Mensch (MP3; 176 kB), Was ich besessen (MP3; 174 kB) und Revoluzzer (alle Audio – MP3; 259 kB) gelesen von Leon Askin
- Erich Mühsam gesungen und gesprochen von Michael H. Gloth [Enregistrement sonore]
- Tagebuch-Edition ab 2011 Gesamtausgabe, 15 Bände im Verbrecher Verlag & online, mit Suchfunktion in den Tagebüchern.[29]
- Erich-Mühsam-Archiv im Archiv der Akademie der Künste, Berlin
- Christoph Holzhöfer singt Erich Mühsam
- Erich Mühsam gesprochen von Lutz Görner In: Lyrik für Alle
- Christoph Schambach: „Du bist nicht schön und dennoch lieb´ ich dich...“ ein musikalisches Programm nach Texten von Erich Mühsam.